# Katalin Honti
Katalin Honti (Sopron, 24 agosto 1987) è un'ex cestista e allenatrice di pallacanestro ungherese.
Giocava nel ruolo di playmaker.

## Carriera

### Nei club
Playmaker di grande intelligenza cestistica, con un ottimo tiro ed una buona forza fisica, dopo aver dominato e vinto pressoché tutti i campionati giovanili ungheresi disputati, debutta in prima squadra nel 2002 con la maglia dell'UNIQA Sopron, società Ungherese di basket militante nel massimo campionato, e qui rimarrà fino al termine della stagione 2010-11.
Dal 2009 sarà il capitano della squadra conquistando nei suoi 9 anni di permanenza, 5 Campionati, 4 Coppe di Ungheria ed guiderà la squadra alla prestigiosa ed altrettanto inattesa qualificazione alle Final four di Eurolega disputatesi a Salamanca nel 2009.
Nel 2011 lascerà l'Ungheria per iniziare la sua esperienza europea.
Corteggiata e fortemente voluta dal Ros Casares Valencia, nella stagione 2011-12 vestirà la maglia della formazione spagnola vincendo rispettivamente Campionato Spagnolo ed Eurolega.
Grazie a questi successi viene nominata, dalla propria federazione, giocatrice ungherese dell'anno.
Al termine della stagione che l'ha vista laurearsi campione di Spagna e d'Europa, le problematiche interne alla società Valenciana (che culminarono poi con il fallimento della stessa nel gennaio 2013), la portano a prendere la decisione di lasciare Valencia e di trasferirsi nella stagione 2012-13 a Madrid vestendo la maglia del RIVAS Ecopolis.
Nella capitale spagnola, giocherà una stagione da assoluta protagonista, conquistando un ulteriore trofeo, la Coppa di Spagna.
Nel giugno 2013 viene ufficializzato il suo ingaggio da parte del Famila Schio.
Sarà il suo ex allenatore madrileno, ingaggiato durante l'estate dalla società italiana, a sceglierla come prima opzione e convincerla a seguirlo nel bel paese e qui, nei suoi due anni di permanenza vincerà tutto, risultando decisiva entrambe le stagioni nelle gare 4 e 5 di finale contro Ragusa..
Con la formazione scledense infatti si aggiudicherà nel 2013-14 la Supercoppa di Lega e la Coppa Italia contro la formazione toscana del Lucca. Dopo il successo in Coppa, si è laureata campionessa d'Italia per la prima volta il 4 maggio 2014. Nella stagione 2014-2015 vestirà ancora la maglia orange del Famila Schio vivendo una stagione fotocopia della precedente, vincendo nell'ordine Supercoppa, Coppa Italia e Campionato Italiano.
Memorabile in questa seconda stagione fu la gara 5 della finale scudetto contro la formazione siciliana del Ragusa, dove, nell'ultima sfida per l'assegnazione del titolo italiano e con Schio a -6 ad 1 minuto dalla fine, la Honti ha riaperto l'incontro realizzando un tiro da 3 punti da oltre 7 metri di distanza e invertendo l'inerzia della gara in quel momento tutta a favore delle siciliane.
Nella stagione 2015-16 lascerà Schio per approdare alla squadra Turca del Kayseri.
Inizierà questa nuova esperienza disputando il campionato turco, la coppa turca e l'eurolega, fino a quando nel gennaio 2016, le problematiche condizioni geopolitiche che hanno interessato tutta l'europa ed in particolar modo la Turchia, le hanno fatto decidere di tornare a Sopron, in Ungheria, sua città natale, e terminare la stagione con la sua squadra di formazione, l'UNIQA Sopron, disputando le gare rimanenti del girone di eurolega e vincendo l'ennesimo Campionato nazionale Ungherese.
Nella stagione 2016-17, dopo 14 stagioni consecutive di eurolega, due final four disputate ed una eurolega vinta, declinerà diverse offerte di importanti teams europei per prendersi un periodo di riposo dal basket giocato ed in particolar modo dalle competizioni internazionali.
Trasferitasi a Spello (Umbria), confermerà la sua volontà di lasciare i basket giocato iniziando una collaborazione come assistente allenatore della Pallacanestro Femminile Umbertide e guidando in qualità di capo allenatore la squadra femminile della Pallacanestro Perugia.
Tornerà in campo da giocatrice con la compagine partenopea della DiKE Napoli il 21 ottobre 2016 con un accordo di 2 mesi ma che poi la vedrà terminare la stagione, per aiutare la squadra napoletana colpita da una serie di infortuni e guidata dall'ex coach di Ragusa Nino Molino (subentrato dopo la prima giornata di campionato al collega Roberto Richini) che ben conosceva la Honti dai tempi di Schio, per ritirarsi definitivamente al termine della stagione.
Durante la prima giornata del campionato ungherese nella stagione 2017-18, la squadra di Sopron, sua città natale, le ha reso omaggio ritirando la sua maglia con una celebrazione prima dell'inizio della partita ed issandola al soffitto della Novomatic Arena.
Nel gennaio 2019, ad oltre due anni dal ritiro, sarà la stessa società di Sopron che, a causa di problemi di infortuni sopraggiunti nel corso della stagione ed ancora in corsa per l'accesso alle Final four di Eurolega, la richiamerà chiedendole un aiuto per un mese (poi prolungato fino al termine dalla stagione) esclusivamente per gli allenamenti e gare di Eurolega. Il 6 gennaio 2019, con appena 10 giorni di allenamento sulle gambe, farà il suo esordio in Eurolega (dopo il ritiro ufficiale) nella gara poi vinta 83-93 sul campo della Dynamo Kursk, vittoria che poi risulterà essere decisiva per l'accesso alle Final Four.
Giocherà la sua terza Final four di Eurolega dal 12 al 14 aprile 2019 a Sopron (città designata per le finali), davanti al pubblico della sua Città, chiudendo definitivamente la carriera da giocatrice nel palazzetto dove ha mosso i primi passi e si è affermata cestisticamente, con due canotte in campo, una sulle spalle ed una issata al soffitto dell'Arena.

### Nazionale
Dopo aver militato nelle diverse Nazionali giovanili Ungheresi, conquistando il bronzo agli Europei U18 a Bratislava, l'argento due anni dopo con U20 a Sopron e partecipando ai Campionati Mondiali U19 e U21 rispettimente a Tunisi ed a Mosca, nel 2006 viene convocata per la prima volta dalla Nazionale maggiore.
Giocherà con la maglia dell'Ungheria per 10 anni e disputerà con il team magiaro, in qualità di Capitano,  2 Campionati Europei (2009 e 2015).
Nel luglio 2015, al termine del Campionato Europeo disputato per l'appunto in Ungheria, ha deciso di lasciare la Nazionale e di chiudere davanti al suo pubblico la sua esperienza con la maglia Ungherese.
Nel 2013 ha partecipato al 3x3 WorldChampionship di Atene, portando la nazionale Ungherese al 5 posto.

## Palmarès
- Eurolega: 1
- Campionato Spagnolo: 1
- Coppa di Spagna: 1
- Campionato italiano: 2
- Coppa Italia: 2
- Supercoppa italiana: 2
- Campionato Ungherese: 6
- Coppa di Ungheria: 4
- U18 Europei: Bronzo
- U20 Europei: Argento